# Zvíkovec
Zvíkovec település Csehországban, Rokycanyi járásban. Zvíkovec Studená, Chříč, Chlum, Hradiště, Podmokly és Slabce településekkel határos. Lakosainak száma 202 fő (2024. január 1.).

## Népesség
A település lakosságának változását az alábbi diagram mutatja:
| Lakosok száma | 507  | 462  | 421  | 282  | 225  | 197  | 194  | 206  | 204  | 202  |
|               | 1869 | 1900 | 1921 | 1961 | 1980 | 2011 | 2016 | 2019 | 2021 | 2024 |